# Campionat de les Índies Orientals Neerlandeses de futbol
El Campionat de les Índies Orientals Neerlandeses de futbol fou una competició futbolística de les Índies Orientals Neerlandeses, actual Indonèsia.

## Història
A les Índies Orientals Neerlandeses el futbol es desenvolupà de forma separada a cadascuna de les comunitats que formaven el país, és a dir les comunitats europea (principalment neerlandesa), la comunitat xinesa i la comunitat indígena. Cada comunitat tenia les seves federacions, clubs i competicions.
Les primeres competicions foren jugades per la comunitat neerlandesa. Foren lligues locals a les principals ciutat de Java i més tard a d'altres illes. Aquestes lligues eren controlades per la NIVB (Nederlandsch-Indische Voetbalbond). Les més destacades foren:
- Java:
  - Batavia (14 clubs, 1904-1950)
  - Bandoeng (9 clubs, 1915-1950)
  - Soerabaja (12 clubs, 1902-1950)
  - Semarang (15 clubs, 1906-1950)
  - Malang (8 clubs, 1917-1949)
  - Soekaboemi (7 clubs, 1933-34)
  - Djokjakarta (10 clubs)
- Sumatra:
  - Sumatra Oriental (Medan) (1907-1949)
- Cèlebes:
  - Makassar (1915-1947)

L'any 1914 es creà el Campionat de les Ciutats, que fou la màxima competició nacional de futbol a Indonèsia fins a l'any 1930, en que es creà la Perserikatan (el campionat amateur de clubs indígenes, organitzat per l'Associació de Futbol d'Indonèsia, PSSI). El campionat el disputaren inicialment 4 ciutats de l'illa de Java, Batavia, Soerabaja, Semarang i Bandoeng, posteriorment estès a tota l'illa i es perllongà fins 1950. La competició era organitzada Nederlandsch Indische Voetbal Bond (NIVB) i per la seva successora, la Nederlandsch Indische Voetbal Unie (NIVU).
Pel que fa a la comunitat xinesa, existí un campionat entre ciutats iniciat el 1917 i finalitzat el 1950. Els organismes organitzadors foren el Comité Kampioenswedstrĳden Tiong Hoa (CKTH), fundat l'any 1927, i l'Associació de Futbol Hwa Nan (HNVB), fundada el 1930 i dissolta amb l'ocupació japonesa de l'illa el 4 de setembre de 1948.

## Historial
Font:
Campionat de les Ciutats de Java
- 1914:  Batavia (1)
- 1915:  Batavia (2)
- 1916:  Soerabaja (1)
- 1917:  Soerabaja (2)
- 1918:  Batavia (3)
- 1919:  Batavia (4)
- 1920:  Batavia (5)
- 1921:  Batavia (6)
- 1922:  Soerabaja (3)
- 1923:  Batavia (7)
- 1924:  Soerabaja (4)
- 1925:  Batavia (8)
- 1926:  Soerabaja (5)
- 1927:  Batavia (9)
- 1928:  Soerabaja (6)
- 1929:  Batavia (10)
- 1930:  Soerabaja (7)
- 1931:  Bandoeng (1)
- 1932:  Soerabaja (8)
- 1933:  Batavia (11)
- 1934:  Bandoeng (2)
- 1935:  Batavia (12)
- 1936:  Soerabaja (9)
- 1937:  Bandoeng (3)
- 1938:  Batavia (13)
- 1939:  Batavia (14)
- 1940:  Batavia (15)
- 1941:  Soerabaja (10)
- 1942-46: No es disputà
- 1947:  Batavia (16)
- 1948:  Batavia (17)
- 1949:  Soerabaja (11)
- 1950:  Soerabaja (12)